# С любимой под венец
С любимой под венец (хинди दुल्हन हम ले जाएंगे, Dulhan Hum Le Jayenge; досл.: «Невесту мы заберём») — индийская романтическая комедия на языке хинди и вышедшая в прокат 24 марта 2000 года. Является ремейком индийского фильма 1960 года Ek Phool Char Kaante с Сунилом Датт и Вахидой Рехман.
По совету астролога Гордхана Танвани производители не стали устраивать предварительные показы фильма, и даже актёры и члены съёмочной команды, за исключением режиссёра Дхавана и сценариста Джаффри, участвовавших в монтаже, не видели готовую картину до её премьеры в кинотеатрах.
В рецензии на фильм его сравнили с попкорном, который «легок и быстро усваиваем, но в конечном итоге вы хотите чего-то большего».
Сыгравший в фильме, Анупам Кхер по итогам года был номинирован на Filmfare Award за лучшую комическую роль.

## Сюжет
Сирота Сапна (Каришма Капур) растет в доме у своих троих заботливых, но эксцентричных дядюшек — священника Прабху (Пареш Равал), спортивного тренера Бхолы (Ом Пури) и светского льва Викки (Анупам Кхер). Каждый из них имеет свой стиль жизни, который хочет навязать племяннице, и своё представление о мужчине, за которого ей следует выйти замуж. В конце концов Сапна не выдерживает тройного давления и уезжает в Европу, чтобы отдохнуть от чрезмерной опеки. Один из претендентов на руку девушки — Раджа Оберой (Салман Хан) — уже получил отказ у её опекунов, которые его даже не видели. Отец Раджи очень хочет видеть Сапну своей невесткой, и сын обещает выполнить его желание и во что бы то ни стало жениться на ней. Он следует за Сапной в Европу, чтобы исполнить обещание.

## В ролях
- Салман Хан — Раджа Оберой
- Каришма Капур — Сапна
- Ом Пури — дядя Бхола
- Анупам Кхер — дядя Викки
- Пареш Равал — дядя Прабху
- Кадер Хан — отец Раджи
- Фарида Джалал — мать Раджи
- Джонни Левер — турагент
- Химани Шивпури — няня Мэри
- Кашмира Шах — Лавли
- Дара Сингх — дедушка Сапны

## Саундтрек
| №  | Название                | Исполнитель                                            | Длительность |
| -- | ----------------------- | ------------------------------------------------------ | ------------ |
| 1. | «Dulhan Hum Le Jayenge» | Алка Ягник, Кумар Сану, Сунита Рао                     | 5:24         |
| 2. | «Mujhse Shaadi Karogi»  | Алка Ягник, Кумар Сану, Шанкар Махадеван, Эхсан Нурани | 4:37         |
| 3. | «Chhamiya»              | Алка Ягник, Сону Нигам                                 | 5:43         |
| 4. | «Dheere Dheere Chalna»  | Алка Ягник, Сону Нигам                                 | 5:45         |
| 5. | «Tera Pallu»            | Сону Нигам, Алка Ягник                                 | 5:33         |
| 6. | «Hai Na Bolo»           | Алка Ягник, Кумар Сану                                 | 2:11         |
| 7. | «O Mr Raja»             | Алка Ягник, Сону Нигам                                 | 6:41         |
| 8. | «Pyar Dilon Ka Mela»    | Алка Ягник, Сону Нигам                                 | 4:58         |